# Хит, Эдвард
Сэр Эдвард Ричард Джордж Хит (англ. Edward Richard George Heath; 9 июля 1916 года, Бродстейрз (англ.), Великобритания — 17 июля 2005 года, Солсбери, Великобритания) — британский политик-консерватор, премьер-министр Великобритании с 1970 по 1974 годы, на посту лидера партии — предшественник Маргарет Тэтчер. Кавалер ордена Подвязки.
При нем Великобритания вступила в Европейское экономическое сообщество.

## Биография
Родился в курортном городке Бродстейрз в Кенте. На деньги общины начал обучение в Оксфордском университете. Во время учёбы в Оксфорде вступил в молодёжную организацию консерваторов, однако на студенческих собраниях выступал с критикой политики умиротворения, а также активно выступал в поддержку республиканцев во время Гражданской войны в Испании. В 1937 году Хит был избран председателем университетской студенческой ассоциации консерваторов. Одновременно Хит путешествовал по Европе и даже повстречался с Герингом, Геббельсом и Гиммлером в 1937 году в Нюрнберге. Параллельно с политической деятельностью Хит занимался игрой на орга́не и выиграл университетский конкурс, что позволило ему закончить обучение. В 1939 году Хит окончил университет, став бакалавром политики, философии и экономики (PPE BA).
Во время Второй мировой войны Хит служил в Королевском полку артиллерии (в частности, командовал орудиями ПВО возле Ливерпуля) и дослужился до майора.
На парламентских выборах 1950 года был избран в Палату общин от округа Бексли и вскоре активно включился в работу Консервативной партии. После выборов 1959 года был назначен министром труда, а в 1960 году стал Лордом-хранителем малой печати. Его задачей на этом посту была координация переговоров по присоединению Великобритании к ЕЭС, но все его усилия были перечёркнуты Шарлем де Голлем, который выступил однозначно против членства Великобритании. В 1963—1964 Хит был министром промышленности, торговли и регионального развития, а в 1965-м возглавил Консервативную партию, хотя большинство аналитиков предрекало победу на партийных выборах Реджинальду Модлингу.
Вскоре после того, как Хит возглавил партию, были проведены внеочередные парламентские выборы, на которых лейбористы лишь упрочили своё положение. На выборы 1970 года консерваторы пришли под лозунгами либерализации экономики и широкой приватизации. Консерваторам удалось победить на выборах, и 19 июня 1970 года Хит был назначен премьер-министром Великобритании.

### Премьерство
Кабинет Хита начал проведение реформирования британской экономики, направленные, прежде всего, на снижение инфляции, а также на повышение покупательной способности населения. В связи с непопулярностью реформ, в его премьерство произошло множество крупных забастовок: портовых рабочих и всеобщая забастовка в 1970 году, почтовых служащих и автомобилестроителей в 1971 году, работников угольной промышленности и портовых рабочих в 1972 году, газовиков, госслужащих, вспомогательного медицинского персонала и горняков в 1973 году. Постоянные забастовки вынудили правительство ввести трёхдневную рабочую неделю в промышленности Three-Day Week (англ.). На премьерство Хита также пришёлся экономический кризис 1973 года, который ещё более осложнил положение правительства Хита в конце его существования. Таким образом, декларированное консерваторами глубокое реформирование экономики не состоялось.
Во время премьерства Хита произошло обострение ситуации в Ольстере — после расстрела мирной демонстрации 30 января 1972 года в Лондондерри, известного как «Кровавое воскресенье», в Великобритании произошла серия терактов, что вынудило ввести прямое управление Северной Ирландией. В 1972 году была также проведена реформа местного самоуправления.
В области внешней политики при Хите было сперва достигнуто принципиальное согласие относительно вступления Великобритании в ЕЭС, а в 1973 году Великобритания стала членом этой организации. Он считал, что Европа станет сверхдержавой и оттеснит США. Проевропейская позиция Хита вызвала значительные разногласия внутри партии.
В феврале 1974 года в стране прошли парламентские выборы, на которых с минимальным перевесом победили лейбористы Гарольда Вильсона. В то же время, сформировавшие правительство лейбористы не имели большинства в Палате общин, что вынудило провести досрочные выборы уже в октябре. На них лейбористы немного упрочили своё положение, а консерваторы получили почти на 1,5 миллиона голосов и на 20 депутатских мест меньше. В феврале 1975 года прошли выборы руководства консерваторов, на которых место Хита заняла Маргарет Тэтчер, набравшая 130 голосов на внутрипартийных выборах против 119 у Хита и 16 у Хью Фрейзера.

### После премьерства

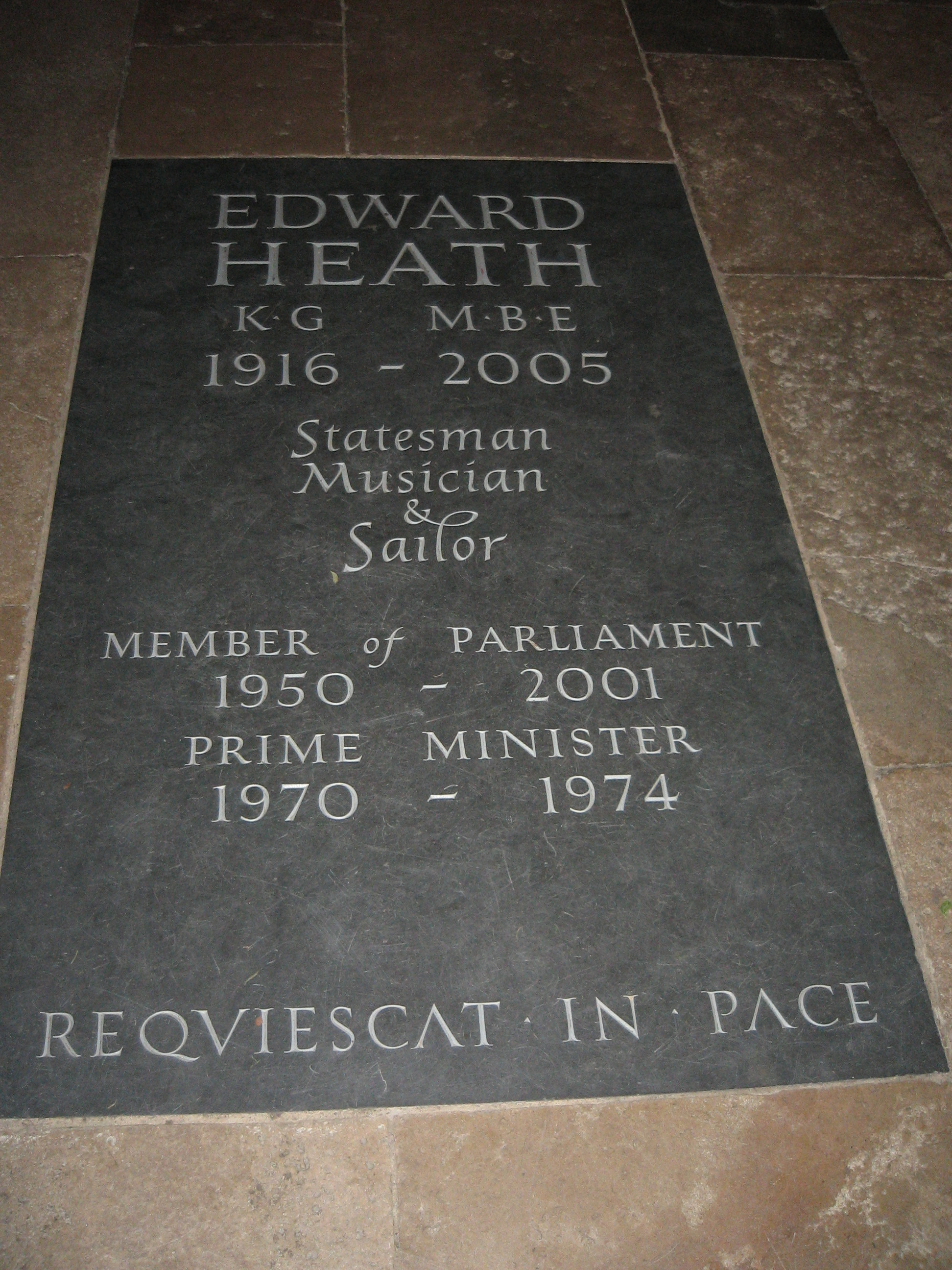
Солсберийский собор

После 1975 года Хит отошёл от активного участия в политической жизни, хотя продолжил регулярно переизбираться в Палату общин. Хит не вошёл в правительство Маргарет Тэтчер в 1979 году. При этом он оставался влиятельным консерватором, и в 1981 году на партийной конференции выступил с критикой проводимой Тэтчер экономической политики. В 1992—2001 годах Хит занимал почётную должность «Отца Палаты общин» (англ.). В 2001 году Хит не стал выставлять свою кандидатуру на очередных выборах. Таким образом, он был депутатом Палаты общин в течение 51 года.
В середине 1980-х Хит переехал в Солсбери, где и умер в 2005 году. Похороны прошли в городском соборе 25 июля 2005 года. На них пришло 1600 человек, в том числе Маргарет Тэтчер и Джон Мейджор. Эдвард Хит был кремирован, а прах его захоронен в соборе Солсбери.

### Обвинения в сексуальном насилии над детьми
В августе 2015 года полиция расследовала несколько заявлений о сексуальном насилии над детьми от потерпевших. Хит был под следствием в Гемпшире, Джерси, графстве Кент, графстве Уилтшир, Глостершире, полиции долины Темзы и столичной полиции Лондона.
Расследование началось 3 августа 2015 с проверки Independent Police Complaints Commission (IPCC) заявления бывшего старшего офицера полиции о том, что расследование уголовного дела одного подозреваемого было прекращено полицией Уилтшир после угроз о разоблачении Хита в сексуальном насилии над детьми. Другой пострадавший отказался давать показания. Адвокат обвинения в письме в The Times сообщил, что дело было прекращено, после того как трое свидетелей обвинения отказались давать показания против Хита.
В статье Daily Mirror от 4 августа 2015 года сообщается, что мужчина заявил, что в возрасте 12 лет он был изнасилован Хитом на яхте «Mayfair» в 1961 году, после чего сбежал из дома.
Расследование против Хита является частью расследования Operation Midland, Службы столичной полиции исторических преступлений против детей, связанных с изнасилованиями и убийствами.
Sky News сообщило что States of Jersey Police расследует обвинения против Хита в рамках операции Operation Whistle.
Сайт Exaro сообщил об обвинении против Хита как о самом высокопоставленном человеке, участвовавшим в сексуальных надругательств над детьми в жилом комплексе Dolphin Square в Pimlico, Лондон.